# Зайчук Володимир Гнатович
Володи́мир Гна́тович Зайчу́к (1 липня 1921, село Тростянець, тепер Волинської області — 12 травня 1996, Київ, Україна) — український юрист і державний діяч. Член Ревізійної комісії Комуністичної партії України в 1976—1981 р. Депутат Верховної Ради УРСР 6—11-го скликань.

## Біографія
Закінчив початкову школу. З юнацьких років наймитував у поміщика Дробняка у Волинському воєводстві.
Був ув'язнений польською владою за проведення підпільної роботи. До вересня 1939 року перебував у в'язниці міста Луцька.
З 1940 року працював народним слідчим прокуратури міста Володимира-Волинського.
Учасник Німецько-радянської війни. У 1941–1944 роках був слідчим прокуратури 393-ї, 337-ї та 172-ї дивізій. З вересня 1944 року виконував окремі доручення при військовій раді 69-ї армії, був першим помічником начальника штабу 961-го стрілецького полку 274-ї стрілецької дивізії. Учасник параду Перемоги союзних військ у м. Берліні. Член ВКП(б) з 1945 року. 
Після закінчення війни працював контролером по промисловості в комендатурі союзних військ у місті Берліні, співробітником управління військового коменданта міста Берліна радянської військової адміністрації. Потім до 1948 року був начальником навчальної частини навчального центру з підготовки офіцерського складу Радянської Армії в Берліні.
У 1948–1950 роках — студент Львівської юридичної школи, яку закінчив у 1950 році. У 1950 році обраний народним суддею 3-ї дільниці Ленінського району міста Львова.
У 1950–1953 роках працював головою Ровенського обласного суду. З червня 1953 до серпня 1962 року — перший заступник, заступник міністра юстиції Української РСР. Одночасно з 1957 по 1964 рік — головний редактор журналу «Радянське право» (тепер — «Українське право»).
У 1954 році закінчив юридичний факультет Львівського державного університету імені Івана Франка.
У липні 1962 року обраний заступником голови, а в лютому 1963 року — головою Верховного Суду УРСР.
З 6 жовтня 1970 року по 2 серпня 1990 року — міністр юстиції УРСР.
Потім — на пенсії в Києві.
Публікації: «Новий Кримінальний кодекс УРСР» (1961), «Правове виховання трудящих» (1972), «Законність — основа діяльності органів правосуддя» (1973), «Народні засідателі» (1975) тощо.

## Нагороди
- Орден Червоного Прапора
- Орден Вітчизняної війни II ступеня
- 3 Ордени Трудового Червоного Прапора (1967)

9 медалей:
- Медаль «За визволення Варшави»
- Медаль «За взяття Берліна»
- Медаль «За перемогу над Німеччиною у Великій Вітчизняній війні 1941—1945 рр.»
- Медаль Війська Польського «За Одер, Нису, Балтику»
- Почесна грамотою Президії Верховної Ради УРСР (1981).
- Заслужений юрист УРСР (1971).